# MTV Україна
«MTV Україна» — колишній український музично-розважальний телеканал, що розпочав мовлення 24 серпня 2007 року і припинив 31 травня 2013 року. MTV входив у медіахолдинг «U.A. Inter Media Group».

## Історія
MTV Україна вперше вийшов в етер 24 серпня 2007 року та першим своїм кліпом показав «Танці» групи «Воплі Відоплясова». 3 вересня 2007 року стартував перший сезон на MTV Україна.
Трансляція здійснювалася тільки українською мовою. Телеканал в Україні можна було приймати з супутника Amos-2, у мережі цифрового етерного телебачення DVB-T2 (загальнонаціональний мультиплекс MX-3), а також у пакетах кабельного телебачення, де MTV Ukraine згідно з відповідними договорами і ліцензіями замінив MTV Europe.
Обличчям каналу було обрано Ірену Карпу, скандальну письменницю, яка також вела випуски новин MTV News на каналі. В етері MTV були присутні 4 шоу українського виробництва: Rock Ukraine, MTV: День, MTV Ukraine Top 20, Зроблено. Rock Ukraine — щоденне знайомство глядацької аудиторії з новими українськими групами. MTV: День — щоденне чотиригодинне музичне шоу. MTV Ukraine Top 20 — український хіт-парад.
Під час святкування першого дня народження телеканалу MTV Ukraine, яке проводили 3 жовтня у нічному клубі «Цар» були вручені 4 нагороди MTV:
- промоушен року: Sony-Ericsson;
- рекламодавець року: Coca-Cola;
- дистриб'ютор року: Воля-кабель;
- медіа агенція Року: MediaVest.

Навесні 2013 року MTV почав транслювати деякі архівні програми телеканалу К1.
У ніч з 31 травня на 1 червня 2013 року «MTV Україна» припинив мовлення. Замість нього розпочав мовлення розважальний телеканал ZOOM. Після початку мовлення «Zoom», етерна сітка була незмінна, але з етеру були зняті програми зарубіжного MTV та деякі виробництва «MTV Україна».

## Наповнення етеру
- «OPEN SPACE»
- «Хі та Ха»
- «100% MTV»
- «МТV ТОП-20»
- «Ху з Ху»
- «Країна Сміху»
- «Повний фарш (Тачка на прокачку)»
- «Таємниці Смолвіля»
- «День MTV з Нескафе 3в1»
- «MTV ПРО КІНО»
- «Екстремальні будинки»
- «ТАКІ 90-ті»
- «ВІЛА ЛА БАМ»
- «ХІП ХОП ЧАРТ»
- «Тіла Текіла. Битва за тіло 2»
- «Солодкі 16»
- «Бівис і Батхед»
- «Південний Парк»
- «Будинки мажорів»